# Hillsborough (North Carolina)
Hillsborough is een plaats (town) in de Amerikaanse staat North Carolina, en valt bestuurlijk gezien onder Orange County.

## Demografie
Bij de volkstelling in 2000 werd het aantal inwoners vastgesteld op 5446.
In 2006 is het aantal inwoners door het United States Census Bureau geschat op 5403, een daling van 43 (-0,8%).

## Geografie
Volgens het United States Census Bureau beslaat de plaats een oppervlakte van
11,9 km², geheel bestaande uit land. Hillsborough ligt op ongeveer 172 m boven zeeniveau.

## Plaatsen in de nabije omgeving
De onderstaande figuur toont nabijgelegen plaatsen in een straal van 20 km rond Hillsborough.

## Geboren
- Logan Pause (22 augustus 1981), voetballer